# Episodi di False Flag (prima stagione)
La prima stagione della serie televisiva False Flag, composta da 8 episodi, è stata trasmessa in Israele su Channel 2 dal 29 ottobre al 2 dicembre 2015.
In Italia la stagione è andata in onda su Fox dal 7 al 28 novembre 2017.
| n° | Titolo originale | Titolo italiano | Prima TV Israele | Prima TV Italia  |
| -- | ---------------- | --------------- | ---------------- | ---------------- |
| 1  | Episode 1        | I passaporti    | 29 ottobre 2015  | 7 novembre 2017  |
| 2  | Episode 2        | Interrogatori   | 29 ottobre 2015  | 7 novembre 2017  |
| 3  | Episode 3        | Il tradimento   | 4 novembre 2015  | 14 novembre 2017 |
| 4  | Episode 4        | Doppio gioco    | 4 novembre 2015  | 14 novembre 2017 |
| 5  | Episode 5        | La fuga         | 11 novembre 2015 | 21 novembre 2017 |
| 6  | Episode 6        | Il nascondiglio | 18 novembre 2015 | 21 novembre 2017 |
| 7  | Episode 7        | Sospetti        | 25 novembre 2015 | 28 novembre 2017 |
| 8  | Episode 8        | L'agguato       | 2 dicembre 2015  | 28 novembre 2017 |